# エリシター
エリシター(elicitor)とは高等植物の組織もしくは培養細胞に生体防御反応を誘導する物質の総称である。植物はエリシターのストレスに応答し防御関連遺伝子を活性化すると考えられており、ファイトアレキシンや感染特異的タンパク質等を合成する。
タンパク質、多糖類、オリゴ糖、脂質、糖ペプチドなどの病原菌、植物、昆虫に由来する多様な生体分子に加え、紫外線や重金属などもエリシターとして機能する。
エリシターはNoel T. Keen (en:Noel T. Keen)によって造語された

## 作用

### 病害抵抗反応
- 病原菌の感染が重い場合は、エリシターを引き金として過敏細胞死と呼ばれるプログラム細胞死を引き起こして感染細胞を自殺させ、感染の拡大を防ぐ。タバコ細胞に疫病菌(Phytophthora cryptogea)が分泌するクリプトゲイン(Cryptogein)というタンパク質を加えると過敏細胞死が起こることが知られている[4][5]。

- 植物培養細胞においてウイルスおよび病原菌の感染での感染特異的タンパク質であるキチナーゼ誘導が知られている。エリシターとなる物質は植物ホルモンであるエチレンやホルモン様物質であるサリチル酸、植物の構成多糖類であるペクチン酸、昆虫の外骨格や病原菌の細胞壁構成成分であるキチン・キトサンおよびそれらのオリゴ糖、細胞壁断片であるリポ多糖、さらに重金属の塩化水銀や硝酸銀もキチナーゼ誘導を引き起こすことが知られている。植物キチナーゼは病原菌の細胞壁や昆虫の外骨格を構成するキチンを分解することが推測され、生体防御反応に関与していると考えられる[6]。

### 植食者からの間接防御
昆虫などの植食者に食害されたときに、食害昆虫の唾液などに含まれる成分をエリシターとして植食者誘導性植物揮発性物質を合成し植食者の天敵を誘引することで、食害昆虫に対抗する。
一例として、トウモロコシ(Zea mays L.)は葉がシロイチモンジヨトウ(Spodoptera exiguaHübner)の幼虫に食害され、損傷部位にシロイチモンジヨトウの唾液に含まれる成分であるボリシチン(Volicitin)が付着すると、これをエリシターとして植食者誘導性植物揮発性物質（テルペノイドとインドールの混合物）の合成が誘導される。これらの化合物によりヨトウムシの天敵である寄生バチ(Cotesia marginiventris)が誘引される。このようにトウモロコシはヨトウムシの天敵を呼び寄せることで食害に対抗している。